# Les Grandes-Chapelles
Les Grandes-Chapelles é uma comuna francesa na região administrativa de Grande Leste, no departamento de Aube. Estende-se por uma área de 22,1 km². Em 2010 a comuna tinha 402 habitantes (densidade: 18,2 hab./km²).